# Rubba Band Business
Rubba Band Business è il quarto album in studio del rapper statunitense Juicy J, pubblicato nel 2017.

## Tracce
1. Back on the Porch – 0:39
2. Feed the Streets (featuring Project Pat & ASAP Rocky) – 4:21
3. A Couple – 3:03
4. Buckets – 3:15
5. Dodgin' the Snakes – 2:00
6. Drop a Bag (featuring G.O.D.) – 3:52
7. Too Many (featuring Wiz Khalifa & Denzel Curry) – 2:56
8. Ain't Nothing (featuring Wiz Khalifa & Ty Dolla Sign) – 3:15
9. Flood Watch (featuring Offset) – 3:44
10. Only One Up – 2:37
11. Hot as Hell – 3:26
12. No English (featuring Travis Scott) – 4:01
13. On & On (featuring Tory Lanez & Belly) – 3:45